# Не могу дождаться
«Не могу дождаться» (англ. Can't Hardly Wait) — американский художественный фильм в жанре молодёжной комедии, поставленный режиссёрами Деборой Каплан и Гарри Элфонтом по собственному сценарию. В главной роли снялась Дженнифер Лав Хьюитт.
Фильм вышел в прокат 12 июня 1998 года.

## Сюжет
Выпускник-аутсайдер из Хантингтон-Хиллз Престон Майерс влюблён в свою популярную одноклассницу и королеву выпускного бала Аманду Беккет, но та его не замечает, потому что с первых дней появления в их классе она закрутила роман с популярным спортсменом Майком Декстером. И вот в день выпускной церемонии становится известно, что накануне Аманда и Майк расстались и Престон видит в этом шанс наконец признаться Аманде в своих чувствах, поэтому на вечеринке по случаю конца школы он хочет вручить ей письмо с признанием в любви.
Параллельно на протяжении фильма разворачиваются ещё несколько сюжетных линий. Майк хорохорится своим разрывом с Амандой (которую бросил, потому что уверен, что в колледже он встретит множество других девушек, не хуже Аманды) и пытается уговорить своих приятелей тоже расстаться со своими девушками. Кенни Фишер, который в попытках самоутвердиться всё время пытается изображать хулигана, задаётся целью потерять на вечеринке наконец свою невинность, что очень сложно, поскольку его поведение больше отталкивает, чем привлекает. Ботаник класса Уильям Лихтер затевает план отомстить Майку, который третировал его все эти годы: напоить на вечеринке до беспамятства, а потом сделать фото-компромат. И наконец сама Аманда, поняв, что её популярные подруги улыбаются ей только в глаза, осознаёт, что популярной её сделала не её личность, а тот факт, что она была девушкой Майка, и поэтому пытается разобраться в себе.
Но уже во время вечеринки череда событий приводит к неожиданным последствиям. Майк обнаруживает, что его друзьям тяжело расстаться со своими девушками. Случайно он встречает популярного ученика из предыдущего выпуска школы Трипа Макнили, который рассказывает ему, что он аналогично расстался со своей девушкой перед выпускным, потому что тоже думал, что в колледже найдёт множество таких же, но в итоге очень пожалел о своём поступке, потому что такую девушку ему найти не удалось. Напуганный такой перспективой Майк осознаёт, какого дурака он свалял, и пытается извиниться перед Амандой. Но Аманда, к тому моменту осознавшая, что она сама переросла их отношения, отвергает Майка и прилюдно унижает его. Кенни, после множество неудачных попыток подкатить к какой-нибудь девушке, оказывается случайно заперт в ванной комнате с невзрачной Дениз Флеминг, которая когда-то была его подругой, но в итоге они отдалились друг от друга, когда Кенни начал заниматься подражательством. Их разговор приводит к восстановлению их дружбы и перерастает в секс, который хоть и оказывается не слишком удачным, но они всё же решают продолжить их отношения. Уильям, в попытке раздобыть алкоголь, в итоге напивается сам и быстро забывает, зачем пришёл. Сначала он устраивает зажигательное исполнение песни «Paradise City» группы Guns N’ Roses, чем резко повышает свой авторитет. Затем он наконец находит Майка, который к тому моменту уже расстроен и тоже не совсем трезв. Майк кается Уильяму о наболевшем и в итоге признаёт свою вину за то, что издевался над ним, после чего между ними устанавливается некое подобие дружбы. Аманда после публичного расставания с Майком, сталкивается с тем, что другие парни, которые тоже не совсем трезвы, начинают грубо подкатывать к ней с предложениями секса, вплоть до того, что за ней пытается приударить её собственный троюродный брат.
Престон сначала всё никак не решается подойти к Аманде, а когда решается, то застаёт её в тот момент, когда её пытается поцеловать кузен (он не видит, что Аманда пытается его отпихнуть). Расстроенный неудачей он выбрасывает письмо мусорный бак и уезжает. В пути он случайно сталкивается с танцовщицей стриптиза, которая рассказывает ему, что, будучи подростком, она была очень влюблена в Скотта Байо, но когда ей посчастливилось оказаться рядом с ним, то у неё не хватило смелости заговорить первой. Танцовщица завершает свой рассказ словами, что судьба даёт человеку только шанс, а уж воспользуется ли он им с умом зависит только от него. Престон тогда решает вернуться на вечеринку. Его письмо по чистой случайности попадает Аманде в руки и та отправляется искать парня, в чём проблема, так как Аманда не знает, как выглядит Престон: здесь она получает тычок от одноклассницы, которая напоминает Аманде, что та из-за своей популярности никогда не обращала внимания на других одноклассников, вроде того же Престона. Престон находит Аманду и признаётся ей в любви, но Аманда, не зная, что это он, думает, что он тоже пытается так подкатить к ней с предложением интима, и грубо отшивает его. Престон, смирившись с поражением, окончательно уезжает, а Аманда сразу после этого, случайно заглянув в школьный выпускной альбом, узнаёт Престона на фотографии.
Наконец в разгар вечеринки, переросшей уже в полноценную вакханалию, заявляется полиция и народ спешно разбегается. Уильям и Майк случайно оказываются там, где Уильям со своими приятелями приготовил Майку западню. Приятели, не разобравшись в ситуации, оглушают парней, стягивают с них одежду и фотографируют. Когда Уильям приходит в себя в полицейском участке, то узнаёт, что Майк взял всю вину на себя, сказав полиции, что это он насильно напоил Уильяма и заставил раздеться. На следующий день Уильям, думая что Майк теперь его друг, приходит к нему в кафе, где тот тусуется со своими друзьями, и хочет поблагодарить его, но Майк неожиданно грубо отталкивает его, высмеивает перед всеми и вообще ведёт себя так, словно ничего и не было (он всё также бахвалится перед друзьями, убеждая себя, что найдёт себе девушку получше Аманды). В тот же день Аманда находит Престона на автовокзале, откуда тот собирается уезжать в Бостон на писательский семинар с Куртом Воннегутом. Они наконец говорят по душам и целуются.
В финале демонстрируются надписи, раскрывающие дальнейшую судьбу персонажей:
- Уильям стал одним из самых популярных студентов Гарварда. Он основал собственную компьютерную компанию, которая принесла ему большой доход, и теперь у него роман с топ-моделью;
- Майк поступил в колледж по спортивной стипендии, но в итоге начал сильно пить и вылетел из колледжа. Он набрал большой лишний вес и какое-то время проработал мойщиком машин, но лишился этой работы, когда его начальство получило фото-компроматы с той вечеринки;
- Дениз и Кенни на следующий после вечеринки день расстались, но очень скоро снова сошлись вместе;
- Аманда и Престон переписывались каждый день, пока Престон был в Бостоне, и до сих пор состоят в отношениях.

## В ролях
- Дженнифер Лав Хьюитт — Аманда
- Итан Эмбри — Престон
- Сет Грин — Кенни
- Чарли Корсмо — Уильям
- Питер Фачинелли — Майк
- Лорен Эмброуз — Денис
- Эрик Бальфур — Стив, хиппи
- Сельма Блэр

## Оценки
В 1999 году за роль Аманды Дженнифер Лав Хьюитт номинировалась на премии MTV и «Молодой актёр».